# Segunda batalla de El Alamein
La segunda batalla de El Alamein (23 de octubre - 11 de noviembre de 1942) fue una batalla del teatro de operaciones de África del Norte de la Segunda Guerra Mundial que tuvo lugar cerca de la estación ferroviaria egipcia de El Alamein. La Primera Batalla de El Alamein y la Batalla de Alam el Halfa impidieron que el Eje, entre el que se encontraban las fuerzas del Afrika Korps, avanzara más en Egipto.
En octubre de 1942 el teniente general Bernard Montgomery, que había sustituido a Claude Auchinleck desde agosto como comandante del 8.º Ejército, inició su ofensiva contra las fuerzas del Eje. En una batalla de 13 días, el Ejército Panzer Afrika del Eje fue aplastado y obligado a retirarse de Egipto y Libia a las fronteras de Túnez. La victoria aliada en El Alamein marcó el principio del fin de la Campaña del Desierto Occidental.
La victoria aliada acabó con los deseos alemanes de apoderarse de Egipto, en aquel entonces protectorado británico, y de hacerse con el control del canal de Suez, así como de los pozos petroleros del Medio Oriente e Irán y revivió la moral de los aliados occidentales, siendo su primer gran éxito contra el Eje desde la Operación Crusader a finales de 1941. Después de esta batalla, las fuerzas alemanas tuvieron que retirarse a través de toda la costa norte de África, sufriendo en todo momento la persecución británica, hasta que finalmente un gran número de soldados alemanes fueron atrapados en Túnez, si bien muchos escaparon a Sicilia. El final de la batalla coincidió con la invasión aliada del norte de África francés en la Operación Torch el 8 de noviembre, que abrió un segundo frente en el norte de África.

## Antecedentes
Para julio de 1942, el Afrika Korps y dos cuerpos de ejército Italianos al mando del General Erwin Rommel habían infligido serias derrotas a las fuerzas británicas en Gazala, avanzando cada vez más hasta Egipto. En aquel momento, solamente el 8.º Ejército Británico se interponía entre el Canal de Suez y las fuerzas alemanas. Sin embargo, a pesar de llevar varias victorias encima, la situación para el Afrika Korps era crítica, ya que sus líneas de suministros eran muy largas y carecía de refuerzos, mientras que los Aliados recibían cada día tropas frescas de Nueva Zelanda y Australia, que relevaban a las cansadas tropas de la India. Con el tiempo en su contra, Rommel decidió utilizar el impulso victorioso y continuar su ataque contra los británicos, a pesar de que sus fuerzas no estaban recuperadas de la última ofensiva. Mientras tanto, los británicos se habían retirado hasta el pueblo de El Alamein, ya que debido a que a 60 km al sur se encuentra la impracticable Depresión de Qattara, se formaba un cuello de botella útil a la hora de detener a los alemanes. En el mes de julio, los británicos lograron detener a los alemanes, que tuvieron que pararse y reorganizarse.
El 30 de agosto de 1942, Rommel atacó de nuevo a los Aliados en la llamada Batalla de Alam Halfa, pero obtuvo los mismos resultados negativos. En este momento Montgomery había recibido el mando, y Rommel se preparó para el contraataque. Después de seis semanas de preparativos, Montgomery decidió atacar. Si bien los números beneficiaban a Montgomery, en proporción de 2 a 1, Erwin Rommel había demostrado que tenía el ingenio para amortiguar este factor.

## Planes aliados
La Operación Lightfoot de Montgomery pretendía el cruce por dos corredores a través de los campos minados en el norte. Los blindados británicos pasarían a través de estos corredores, una vez que estuviesen limpios, y se enfrentarían a los blindados alemanes. Al mismo tiempo se lanzarían ataques de distracción en el sur, que evitarían la llegada de refuerzos. Montgomery esperaba que la batalla durara doce días, dividida en tres etapas: la ruptura, la batalla y la ruptura final.
Las fuerzas de la Mancomunidad de Naciones llevaron a cabo una serie de escaramuzas en los meses anteriores en la batalla, para engañar a los alemanes, haciéndoles creer que las fuerzas aliadas estaban distribuidas en el frente de una manera distinta a la realidad. Esta operación fue llamada Operación Bertram. De hecho, se construyó una tubería falsa, con el objetivo de hacer creer a los alemanes que el ataque se haría más tarde y más al sur. Además, carrocerías de tanques hechas de madera fueron colocadas sobre jeeps que se desplazaron por el sur. Al mismo tiempo, los tanques en el norte fueron camuflados para que parecieran camiones de suministro.
Los alemanes por su parte se atrincheraron en dos líneas defensivas, bautizadas por los Aliados como la «Línea Oxalic» y la «Línea Pierson». En y entre ellas las fuerzas del Eje enterraron medio millón de minas, la mayoría anticarro. Estos campos minados, en forma de herradura, fueron apodados por Rommel los «Jardines del Diablo».

## Planes alemanes
Después de la derrota en Alam Halfa, las fuerzas del Eje estaban seriamente disminuidas. El Afrika Korps estaba exhausto y escaso de suministros, esperando que la captura de recursos aliados los ayudaría a resistir. En agosto, Rommel tenía la ventaja en hombres y tanques, pero esto cambió rápidamente cuando Gran Bretaña empezó a enviar tropas de la India y Australia, así como 300 M4 Sherman cortesía de Roosevelt. Rommel continuó solicitando suministros y hombres a Alemania, pero la mirada del Alto Mando Alemán se hallaba fija en el Frente Oriental.
Rommel sabía que el tiempo estaba en su contra, y que la ofensiva aliada se hacía más fuerte cada día, por lo que enfocó su mirada en las tropas que participaban en la Batalla de Stalingrado, con la esperanza de que una rápida victoria allí les permitiera cruzar el Cáucaso hasta llegar a Persia, actual Irán, obligando a los británicos a luchar en dos frentes, uno en la frontera de Egipto con Libia y el otro en Persia.
Sin embargo, la batalla en Stalingrado no solo no acabó rápidamente, sino que las fuerzas alemanas fueron cercadas y destruidas completamente, siendo ésta la peor derrota alemana hasta la Operación Bagration.

## La batalla

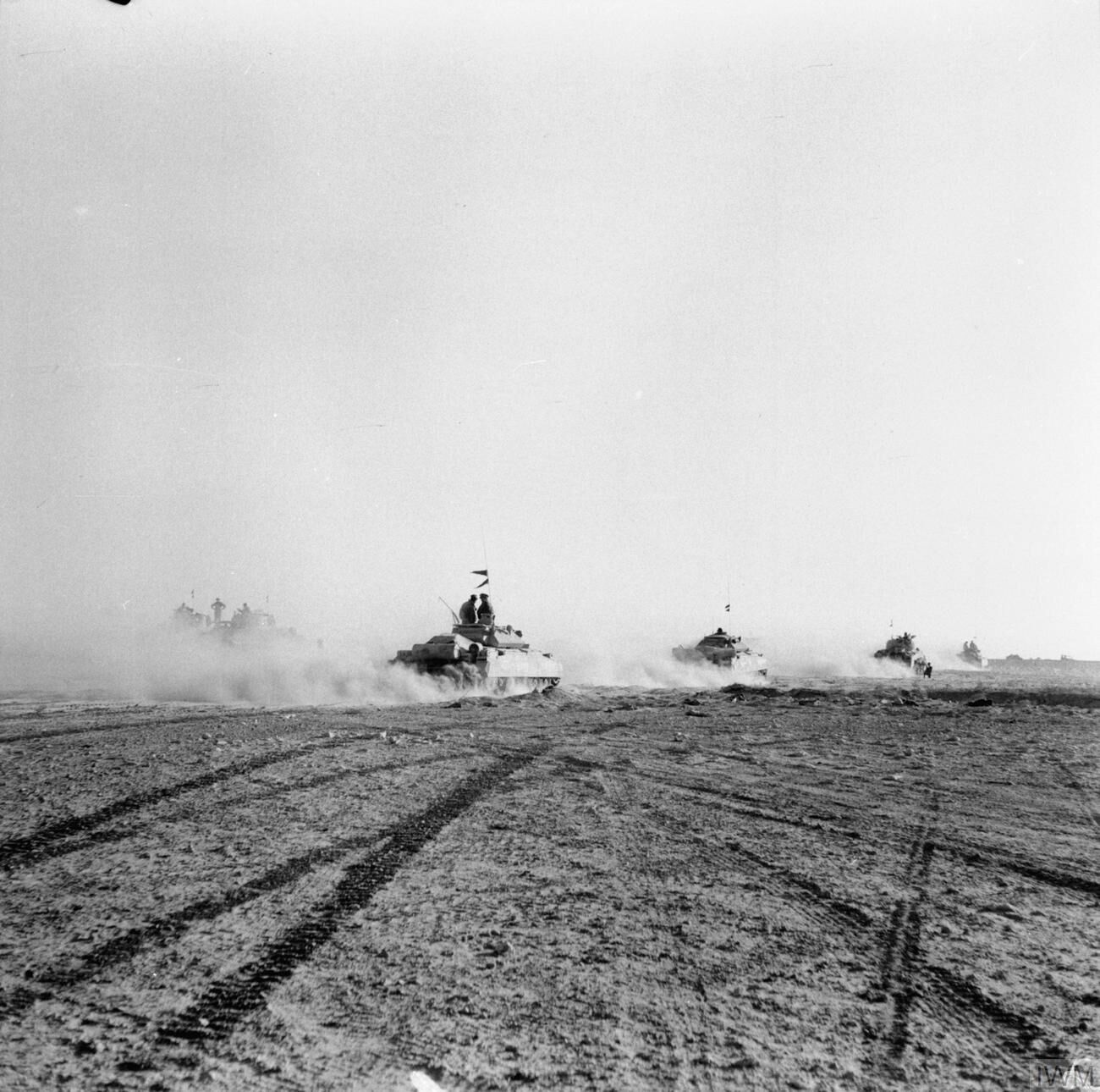
Tanques británicos avanzan después de que los ingenieros abrieran un camino en el campo minado.

### Operación Lightfoot
En una noche de luna llena y con cielo despejado, los británicos empezaron su ofensiva, llamada Operación Lightfoot, disparando su artillería durante cinco horas y media, utilizando 882 cañones con un promedio de 600 disparos cada uno. Se rumorea que el ruido causado fue tan grande, que los oídos de algunos artilleros sangraron.
En la Operación Lightfoot la infantería debía avanzar primero, ya que el peso liviano de los soldados no debería hacer detonar a las minas antitanques (Lightfoot significa "pies ligeros"). Una vez que la infantería hubiera atacado, deberían abrir un sendero libre de minas de unos siete metros de ancho, por el cual se esperaba que pasaran los tanques formados en una fila. De esta manera, los ingenieros tuvieron que atravesar el Jardín del Diablo en una sección de ocho kilómetros de largo. Esta operación no arrojó los resultados deseados, en parte porque la extensión de los campos minados resultó ser mayor de la esperada. Otra circunstancia que retrasaría la limpieza de minas fueron los equipos de detección de minas suministrados a los ingenieros del ejército británico, ya que en muchos casos fueron defectuosos y otros se averiaron, por lo cual finalmente la limpieza de los campos minados debieron realizarla los mismos ingenieros, pero tanteando el terreno con bayonetas.
Mientras tanto, en el sur de El Alamein, el XIII Cuerpo británico ejecutaba un ataque de diversión que atrajo a la 21.ª División Panzer alemana y la 132.ª División blindada italiana "Ariete". Al mismo tiempo, el XXX Cuerpo británico intentaba atravesar el campo minado para formar un segundo sendero para las divisiones acorazadas del X Cuerpo. A las 22:00 del 23 de octubre, la vanguardia del XXX Cuerpo llegó al campo minado alemán, e inmediatamente los zapadores empezaron a trabajar. A las 2:00 del día siguiente, el camino estaba casi listo, y a las 4:00 los primeros tanques empezaron a cruzar el sendero despejado de minas. Estos senderos estaban señalados mediante cintas y los límites laterales del avance los marcaban los proyectiles trazadores de los cañones Bofors, disparando a ras de suelo. Sin embargo, debido a las tormentas de arena, la visibilidad era cero, por lo que pronto se empezaron a formar largas filas de tanques avanzando lentamente.
En la mañana del 24 de octubre, el cuartel general alemán fue bombardeado. Al inicio de la batalla Rommel se encontraba en Alemania. El Comandante alemán al cargo, el general Georg Stumme, sufrió un ataque cardíaco y murió. El general Wilhelm Ritter von Thoma tomó el mando temporalmente.

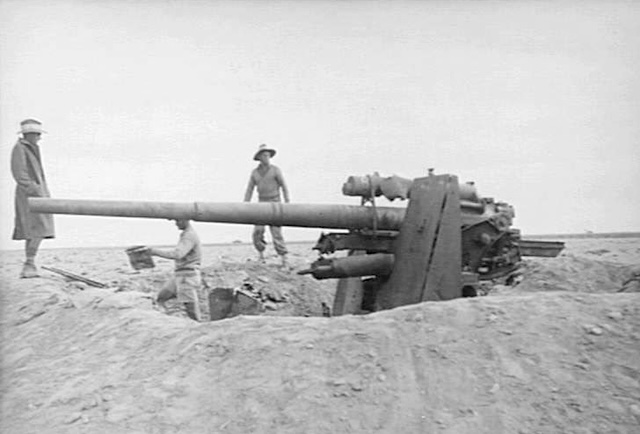
Cañón FlaK de 8,8 cm capturado por los británicos tras los combates.

### Resistencia del Eje
Mientras tanto, los carros de combate del X Cuerpo solamente habían cruzado una sección de los campos minados, por lo que durante todo el día dependió de la fuerza aérea británica el mantener a los alemanes a raya. Esa tarde se realizó el primer enfrentamiento de tanques. Si bien la lucha fue pareja, al final del día los británicos habían logrado conservar su posición. Para el final del 25 de octubre, los británicos habían abierto una brecha de 10 km de ancho y 8 de profundidad. Sin embargo, a todo lo largo del frente la mayoría de las fuerzas alemanas se mantenían en sus posiciones defensivas originales. En este punto, el general Bernard Montgomery ordenó que las tropas que se encontraban al sur se retiraran al norte, a pesar de haber estado dominando la batalla, ya que en el norte, donde se debía dar el ataque principal, la ofensiva se había estancado. En la madrugada del día siguiente, los tanques alemanes e italianos lanzaron una serie de escaramuzas por el frente, con el objetivo de detectar un punto débil en el frente aliado. Sin embargo, no obtuvieron resultados positivos. 
En la medianoche, los Aliados lanzaron tres ataques en distintos puntos. La confusión reinaba en el campo de batalla, y los británicos perdieron 500 hombres, llegando a sobrevivir un solo oficial británico. Mientras se desarrollaba este ataque de infantería, tropas australianas atacaban a un puesto de artillería alemán más al norte, obteniendo resultados favorables, que condujeron a Montgomery a mover el punto central de la ofensiva a esa nueva posición. La colina donde estaba el puesto fue tomada y fueron capturados 240 soldados alemanes. Las fuerzas del Eje intentaron recuperar sin éxito esa colina durante una semana.

### Rommel vuelve al mando
En este momento Rommel regresó a Egipto y encontró a sus tropas en una situación deplorable: la División italiana "Trento" había perdido la mitad de su infantería, la CLXIV División Ligera había perdido dos batallones enteros, la mayoría de los hombres estaban enfermos, la comida racionada y la moral estaba por el suelo. Lo peor de todo es que el Afrika Korps solo tenía combustible para tres días. Sin embargo, a pesar de su debilidad, el ejército alemán logró detener la nueva ofensiva británica. En este punto, el premier inglés sir Winston Churchill exclamó: 

"¿Es tan difícil encontrar a un general que pueda ganar una batalla?".

Decidido a recuperar el puesto de artillería perdido el día anterior, Rommel movilizó a la 132.ª División italiana "Ariete" y a la 21.ª División Panzer al norte. No obstante, no pudieron tomar la colina. Peor aún, la falta de combustible inmovilizó a los tanques, que desde entonces fueron blanco fácil de la superior fuerza aérea aliada. Pero, en el sur, a pesar de que la fuerza acorazada alemana se había retirado, los Aliados no pudieron cruzar, ya que la infantería resistió haciendo buen uso de las armas antitanque. Entonces, un bombardero Bristol Beaufort de la RAF hundió al cisterna Proserpina en Tobruk, acabando con los suministros que tan urgentemente necesitaba Rommel. 

### Los aliados se imponen
Entre el 27 y el 29 de octubre se llevaron a cabo fuertes choques entre los blindados ingleses y alemanes, y aunque ambos sufrieron bajas, la falta de combustible y la inferioridad numérica del Afrika Korps puso a Rommel en una situación difícil, que comunicó a sus oficiales: "Será imposible para nosotros zafarnos del enemigo. No hay gasolina para tal maniobra. Nuestra única opción es luchar hasta el final en El Alamein." En la noche del 30, la 9.ª División australiana alcanzó el camino pavimentado, ubicado detrás de las colinas que comprendían el sistema defensivo del Afrika Korps. Rommel contraatacó, pero sus fuerzas fueron repelidas por los australianos. El 1 de noviembre, Rommel empezó a planear la retirada a Fuka, unos kilómetros al oeste. Ese día le llegaron 1200 toneladas de combustible, pero eran muy pocos los tanques que le quedaban a Rommel, por lo que el combustible debió ser volado.
La última unidad en rendirse fue la 185.ª División paracaidistas Folgore, que el 6 de noviembre obtuvo el honor de las armas del ejército británico.

## Resultados

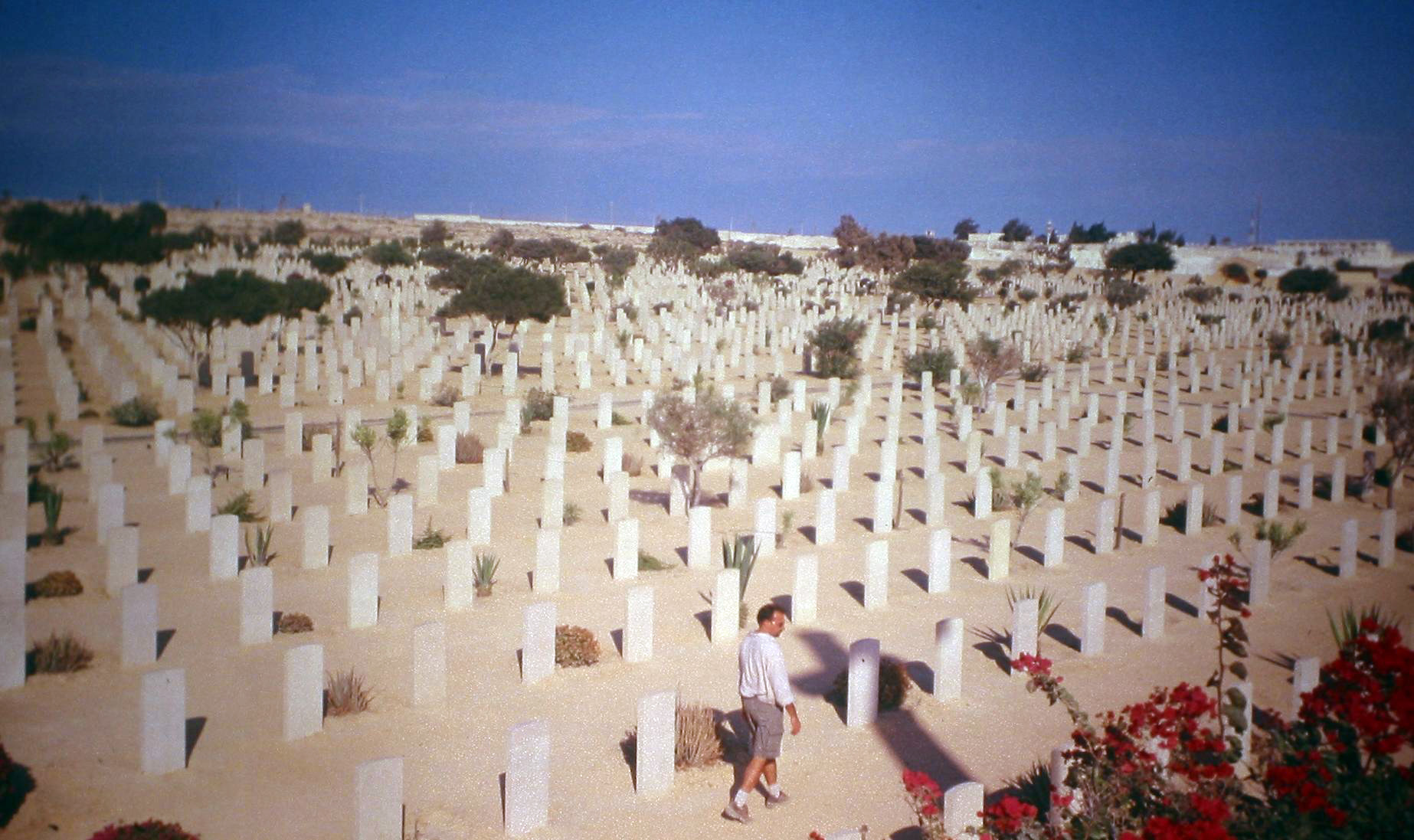
Cementerio militar en El Alamein.

El Panzerarmee Afrika perdió 12.000 hombres y 350 carros de combate, contando con 36 tanques para su retirada. Los aliados perdieron 23.500 hombres entre muertos y heridos. A pesar de sufrir fuertes bajas, la victoria fue explotada en Gran Bretaña y a Montgomery se le otorgó el título de Vizconde de El Alamein.
Rommel y su ejército escaparon a toda prisa rumbo a Túnez, sufriendo el riesgo de ser cercados durante todo el viaje por la costa africana. Una vez allí recibió refuerzos y recursos, ya que los iba a necesitar porque en la costa noroeste de África habían desembarcado tropas estadounidenses, en lo que se conoce como la Operación Torch. Las fuerzas de la Francia de Vichy se volvieron entonces contra Alemania, obligando a Rommel a luchar una guerra en dos frentes en un territorio hostil. Sin embargo, lo que debería ser una victoria rápida sobre Alemania, fue convertida en una campaña relativamente larga, ya que las inexpertas fuerzas de los Estados Unidos cometieron muchos errores, especialmente en la batalla de Kasserine. De esta manera no fue sino hasta mayo de 1943 que los aliados expulsaron a las últimas fuerzas del Eje de África.